# Марков, Игорь Александрович
И́горь Алекса́ндрович Ма́рков (род. 7 мая 1969 года, Ленинград) — российский артист балета, балетмейстер-постановщик. Заслуженный артист России (1999), был солистом Театра Бориса Эйфмана, лауреат премий «Золотая маска» и «Золотой софит» (1997); неоднократно награждался за мастерство хореографа (2008, 2014).

## Биография

### Образование
Высшее: окончил Академию балета имени А. Я. Вагановой, Санкт-Петербург.

### Карьера
- 1988—1989 г.г. — Государственный Академический Новосибирский театр оперы и балета;
- 1989—2002 г.г. — труппа Санкт-Петербургского Государственного Академического театра балета Бориса Эйфмана;
- 2002—2003 г.г. — балетная труппа театра оперы и балета Познани (Польша);
- 2005—2012 г.г. — Академия балета имени А. Я. Вагановой;
- 2012—2017гг — педагог дополнительного образования по классическому танцу в ГБУ ДО ЦИ «Эдельвейс»[1].

2017-по настоящее время - Художественный руководитель и педагог-хореограф Школы балета «Синяя птица» Приморского района Санкт-Петербурга.

### Цитаты
Меня часто называют в прессе "учеником Эйфмана". Я так не считаю. Просто приходил и честно работал. Я был посвящён этому театру, но со многим в работе хореографа не соглашался.
Как-то Борис Яковлевич (Эйфман) мне сказал: "Как танцовщика я тебя понимаю. А, как хореографа, ты меня поймёшь ещё не скоро". Так вот, прошли ... годы, и я могу ответить, что как хореографа я его уже понимаю. А как танцовщика он никогда не сможет понять меня.Игорь Марков

## Личная жизнь
Живет в Санкт-Петербурге.

## Награды
- 1997 год — Лауреат премии «Золотая маска».
- 1997 год — Лауреат премии «Золотой софит».
- 1999 год — Заслуженный артист России (26 января 1999).
- 2008 год — награждён за лучшую современную хореографию на открытом Международном конкурсе артистов балета «Арабеск 2008».
- 2014 год — удостоен премии членов альтернативного жюри за мастерство хореографа на Ежегодном конкурсе балетмейстерских работ «Арабеск»[3].